# クレイヴン・ザ・ハンター (マーベル・コミック)
- クレイブン・ザ・ハンター

クレイヴン・ザ・ハンター（Kraven the Hunter）は、スパイダーマンシリーズに登場する代表的なスーパーヴィランの一人でアンチヒーローである。薬によって強化されたパワー、スピード、反射神経、スタミナを持った孤高のハンター。

## 初代

### 原作漫画
本名は、セルゲイ・クラヴィノフ(Sergei Kravinoff)。
ロシア貴族の末裔として生まれた。ロシア革命の間、逃亡を余儀なくされた一家はイギリスへ辿り着いた。だが異国での生活は苦しく、母親はセルゲイがまだ幼い時に自殺。それから1年も経たないうちに父親は若いメイドと結婚し、子供（異母弟であるカメレオン）も授かる。その事実に怒りを覚えたセルゲイは、亡き母を裏切った父を責め立て家出をする。ヨーロッパやアジア、アフリカを放浪していた彼は、やがてジャングルで狩猟の仕事に就いた。自身の天才的な狩りの才能に気づいたセルゲイは、長年の間に狩猟の腕を磨きをかけて世界的にも著名なハンターとなっていった。
そんなある日、異母弟であるカメレオンが助けを求めてきた。それは自分と協力してスパイダーマンを倒してほしいというものだった。自分の本当の力を発揮できる機会を求めていたセルゲイは、カメレオンと共謀してスパイダーマンを狩ることを決心する。幸先よくスパイダーマンを追い込んだものの、最終的には彼を見くびり過ぎて裏をかかれて倒されてしまった。
これ以降、セルゲイはスパイダーマンを狩ることに執念を燃やし、幾度となく彼に戦いを挑むことになる。
- 1964年発行のアメイジング・スパイダーマン第15号で初登場を果たし、スパイダーマンを代表する悪役の一人として、度々スパイダーマンの前に立ちはだかってきた。
- 1964年発行のアメイジング・スパイダーマン アニュアル1号にて、ドクター・オクトパス、ミステリオ、ヴァルチャー、サンドマン、エレクトロの宿敵5人と共に、架空の犯罪組織で悪のスーパーヒーローチームシニスター・シックス（邪悪なる6人）を結成し、初代メンバーとしてスパイダーマンと対戦する。
- 1987年発行の『クレイヴンズ・ラスト・ハント』では、スパイダーマンを倒すことに成功するが、満足感を味わえなかった彼は自らの名誉の回復のために、スパイダーマンに扮して鼠男・バーミンなどの犯罪者を倒した。その後、スパイダーマンを倒すことができるという自信と共に心の安らぎを得たセルゲイは自殺をする。
- 2010年発行のアメイジング・スパイダーマン第634号では妻であるサーシャ・クレイヴン(Sasha Kravinoff)ら家族の力を得て蘇る。しかし、その後、スパイダーマンと家族ぐるみで対決し敗れてしまう。一族に栄光を取り戻すため、セルゲイは家族全員を戦わせた。この際に、争いを拒否した妻サーシャと醜い化け物の姿となって復活した息子ウラジミール・クレイヴン(Vladimir Kravinoff)は、セルゲイの手によって殺されている[2]

## 二代目
本名は、アリョーシャ・クラヴィノフ(Alyosha Kravinoff)。
初出：1997年発行のスペクタキュラー・スパイダーマン第243号。
セルゲイの次男。セルゲイが自殺した後にクレイヴンの名を継いだ。アル・クレイヴンと名乗りハリウッドで映画監督をしていた。
サンドマン率いるシニスター・シックスにも参加していたが、2010年発行のアメイジング・スパイダーマン第637号で後に三代目クレイヴン（クレイヴン・ザ・ハンター）となるアナと戦い、戦死している。

## 三代目
本名は、アナスタシア・"アナ"・クラヴィノフ(Anastasia Kravinoff)。
2008年発行のアメイジング・スパイダーマン第565号から登場。セルゲイの娘。
2010年発行のアメイジング・スパイダーマン第634号で兄のアリョーシャを殺し、セルゲイからクレイヴンの名を授かった。

## メディア化

### 映画
『クレイヴン・ザ・ハンター』
演 - アーロン・テイラー=ジョンソン、日本語吹替 - 津田健次郎

### アニメ
- 『マーベル・スーパーヒーローズ』ではクリス・ウィギンズが声を担当。吹き替え声優は何れも不明。
- 1960年代のアニメ『スパイダーマン』でも「The One-Eyed Idol」と「Fountain of Terror」に登場する予定だったが、代わりにハーレイ・クリブドンというオーストラリアのハンターに変更され、クリス・ウィギンズが声を担当した。吹き替えは存在するが声優は不明。
- 1981年のアニメ『スパイダーマン』ではジャック・デリオンが声を担当した。
- 『スパイダーマン&アメイジング・フレンズ』ではロバート・リグリーが声を担当。吹き替えは手塚秀彰が担当した。
- 1990年代のアニメ『スパイダーマン』ではグレッグ・バーガーが声を担当した。吹き替えは手塚秀彰が担当。
- 『スパイダーマン・アンリミテッド』ではポール・ドブソンが声を担当。吹き替え声優は不明。
- 2000年代のアニメ『スパイダーマン 新アニメシリーズ』ではマイケル・ドーンが声を担当した。吹き替えは天田益男が担当した。
- 『スペクタキュラー・スパイダーマン』ではエリック・ヴェスビットが声を担当した。吹き替えは廣田行生が担当。
- 『アルティメット・スパイダーマン』ではディードリック・ベーダーが声を担当した。吹き替えは江川央生が担当。
- 『マーベル スパイダーマン』ではトロイ・ベイカーが声を担当した。
- 『アベンジャーズ・アッセンブル』ではトロイ・ベイカーが声を担当した。

### ゲーム
- SPIDER-MAN（PS2・GC・Xbox） - ゲイリー・アンソニー・スタージスが声を担当。吹き替えは渡部猛が担当。
- スパイダーマン3（PS2・PS3・Wii） - 実写映画版と同じく、ニール・キャプランが声を担当。
- アメイジング・スパイダーマン2（PS3・PS4） - スティーヴン・ブルームが声を担当。
- Marvel's Spider-Man 2（PS5） - ジム・ピリが声を担当。吹き替えは岩崎ひろしが担当。